# 丹陽八景

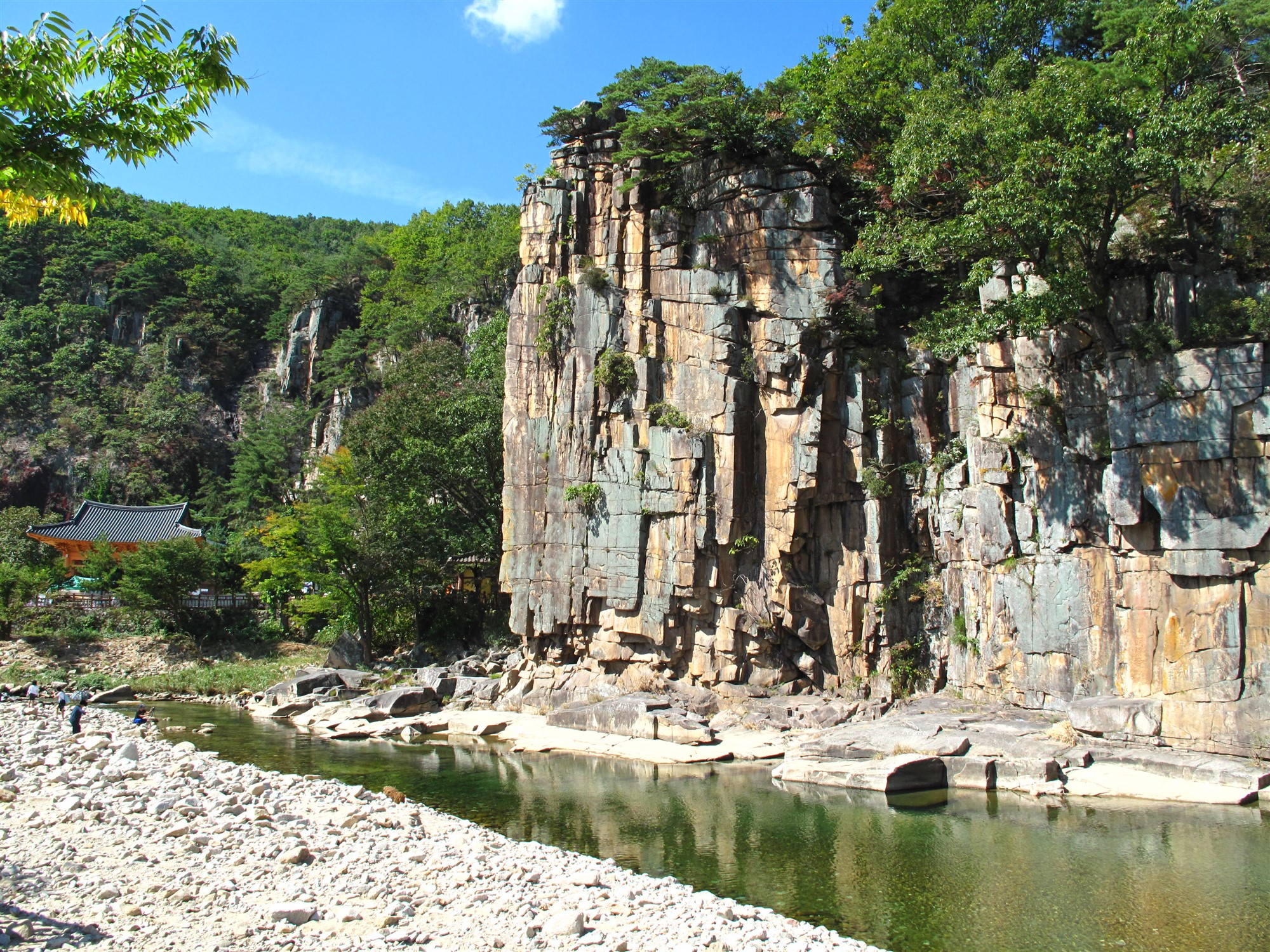
舎人岩

丹陽八景（韓語：단양팔경、英語：Eight Views of Danyang）韓国忠清北道東北部丹陽郡的8个风景名胜。

## 概要
丹陽八景是忠清北道東北部丹陽郡的丹陽邑、梅浦邑、丹城面、大崗面和堤川市的水山面存在着8个奇岩名勝，被认为是名胜的中心。
- 島潭三峰
- 石門
- 亀潭峰
- 玉筍峰
- 上仙岩
- 中仙岩
- 下仙岩
- 舎人岩

其中最著名的景点是岛潭三峰（3青山岛），代表韩国典型的古代三角爱情：一个丈夫，他的妻子和他的情妇。最大的高峰，大约有20英尺，顶部中间有亭子，大山代表丈夫，丈夫一边是妻子。在另一边的最小的高峰期代表情妇。据传说，妻子无法生育一个儿子，所以发现了丈夫的情妇生了一个儿子。妻子伤心，这就是为什么妻子比情妇离丈夫远的原因。如果你从特定的角度和使用一点想象力看妻子，你会发现，妻子非常生气，她转身离开了丈夫。